# Hagare, Belur
Hagare là một làng thuộc tehsil Belur, huyện Hassan, bang Karnataka, Ấn Độ.